# Kardeel

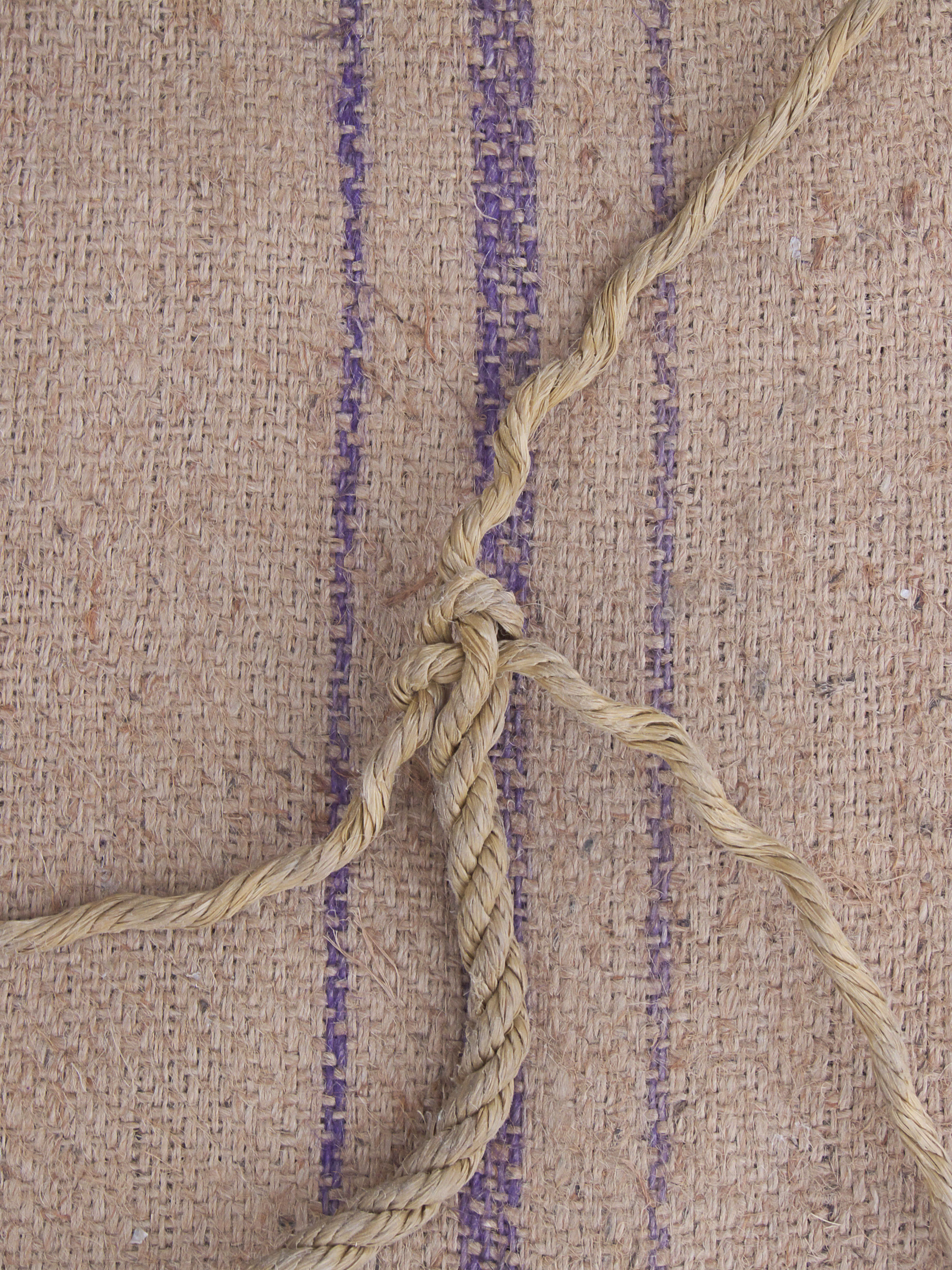
Dreifach geschlagenes – d. h. aus drei Kardeelen geschlagenes – Tauwerk (aufgetrennt und vorbereitet für einen Endspleiß)

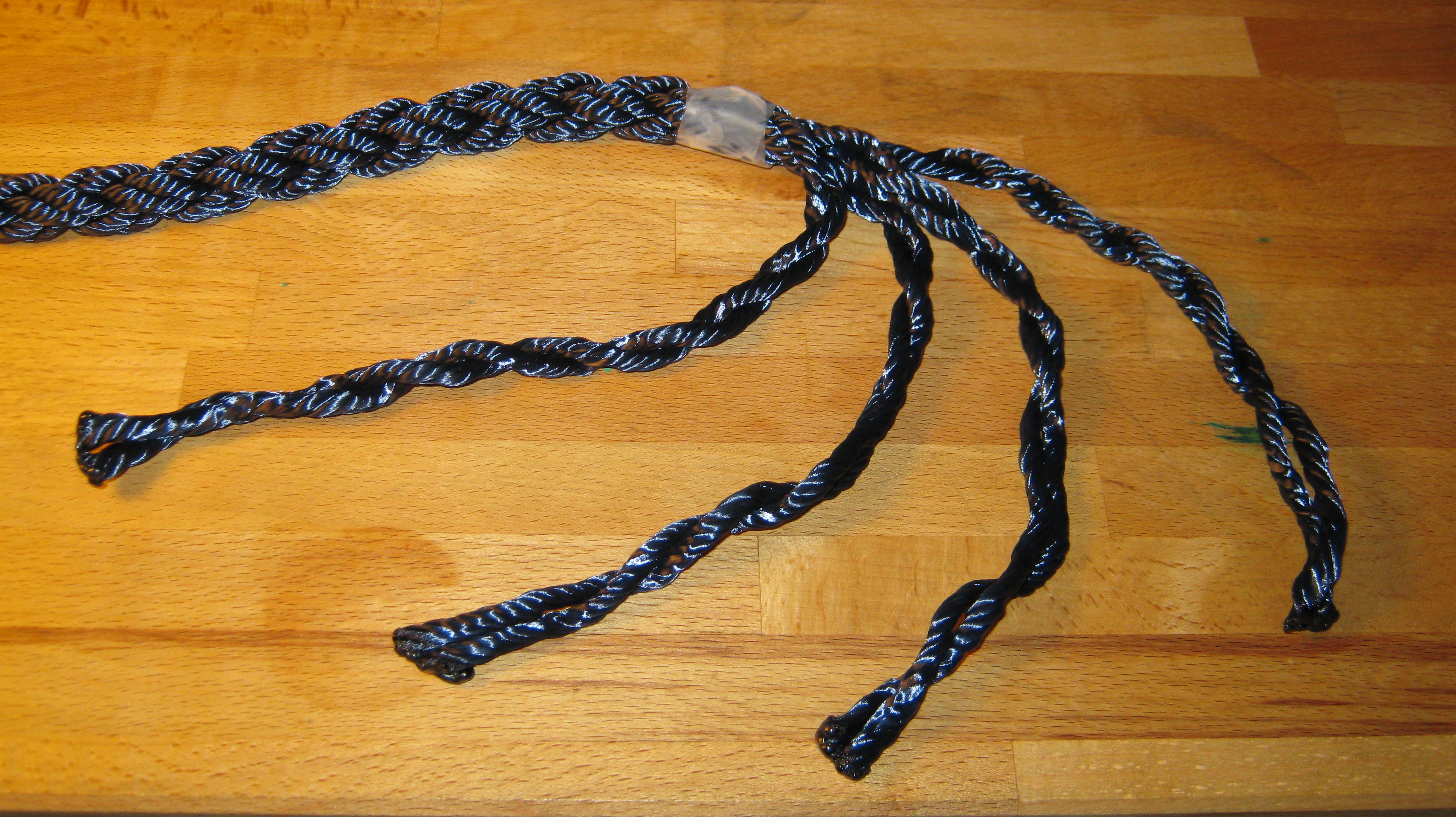
Quadratgeflochtenes Tauwerk aus acht (4 × 2) Kardeelen

Ein Kardeel ist an Fasertauwerk, wie auch bei Drahtseilen aus Stahl, ein einzelner Strang aus Kabelgarnen, die zu einem Seil bzw. seemännisch einer Leine oder Trosse gedreht („geschlagen“) oder verflochten werden.
Mindestens zwei, üblicherweise drei oder vier Kardeele werden rechtsdrehend („S-Schlag“, Trossenschlag) bzw. linksdrehend („Z-Schlag“, Wantschlag) verseilt. Bei Stahlseilen ist oft mit deutlich mehr Kardeelen zu rechnen, die dann um eine mittig liegende Seele (aus Fasertauwerk) geschlagen werden. Die Seele ist erforderlich, um den mittig entstehenden Hohlraum aufzufüllen. Die spiralförmig verlaufenden Rillen von geschlagenem Tauwerk werden seemännisch „Keepen“ genannt.
Geschlagenes Tauwerk, sowohl aus Naturfasern als auch aus Kunststofffasern und Stahldrähten, lässt sich spleißen. Dabei werden die Kardeele dergestalt miteinander verflochten, dass ein „Auge“, eine Längsverbindung oder ein Abschluss (wie bei einem Takling/Endspleiß) entsteht.
Geflochtene Leinen können nur bei Vorliegen einer besonderen Flechttechnik gespleißt werden. Sogenannte Kern-Mantel-Seile, wie sie z. B. im Bergsport verwendet werden, sind nicht spleißbar.

## Quelle
Erich Sondheim: Knoten – Spleißen – Takeln, Yacht-Bücherei Band 9, 25. Auflage, Delius Klasing Verlag, Bielefeld, ISBN 978-3-667-10171-6